# 達妮·湯普森
達妮·湯普森（英語：Dani Thompson，1983年8月22日—），澳大利亞裔英國女演員、魅力模特兒和電視節目主持人，因在《每日運動報》和《星期日體育報》上露面而聞名。

## 生平
達妮·湯普森生於澳大利亞新南威爾斯州彭里斯。2歲時，一家人搬到了英國諾里奇。
湯普森在《每日運動報》和《星期日體育報》中開始了職業模特兒生涯。後來她出現在《Nuts》、《Zoo周刊》、《Loaded》、《美信》和《男人装》等英國男性雜誌上；以及八卦雜誌《New》和《Heat》。
湯普森決定從事演藝事業，就讀於英國的國際電影表演學院（The International School Of Screen Acting），並於2010年獲得電影表演研究生文憑。 她出演了多部電影，包括時常在英國獨立恐怖電影中擔任尖叫女王。2012年，湯普森完成了自己的首份劇本，最初名為《打給我》（Call Me），部分借鑒了自己擔任模特的經歷。電影之後改名為《杀人恶魔》（Serial Kaller），於2014年發行。
2022年出演特羅馬娛樂出品的電影《愛你入胃》。

## 外部連結
- 官方网站
- 達妮·湯普森在互联网电影资料库（IMDb）上的資料（英文）